# Walter Pitts
Walter Pitts (23 de abril de 1923 – 14 de maio de 1969) foi um lógico e cientista cognitivo estadunidense. Ganhou fama por ter feito, junto com Warren McCulloch, uma analogia entre as células nervosas e o processo eletrônico num artigo publicado no Bulletin of Mathematical Biophysics com o título: A Logical Calculus of the Ideas Immanent in Nervous Activity (Cálculo lógico de Ideias inerentes a Atividade nervosa) (1943). Este artigo é considerado o marco inicial da chamada rede neuronal artificial.

## Biografia
Walter Pitts nasceu em 1923 numa família pobre de Detroit e lidava com bullying e com a pressão dos pais para que ele abandonasse os estudos. Por conta disso, ele ficou recluso numa biblioteca perto de casa, onde aprendeu sozinho grego, latim, matemática e lógica. Aos 12 anos, foi convidado para estudar em Cambridge, mas não pode por conta de sua tenra idade. Mais tarde, em 1943, recebeu um PhD do MIT, com apenas 20 anos.
Na época, suas ideias no campo da inteligência artificial, não foram bem recebidas pela comunidade, o transformando num alcoólatra compulsivo. E isto lhe levaria a morte por cirrose hepática, em 1969.